# Свети Архангел Михаил (Ресава)
Вижте пояснителната страница за други значения на Свети Архангел Михаил.
„Свети Архангел Михаил“ (на македонска литературна норма: „Свети Архангел Михаил“) е православна църква в тиквешкото село Ресава, централната част на Северна Македония. Част е от Повардарската епархия на Македонската православна църква.
Църквата е изградена в 1840 година според надписа на амвона: „Соградися 1840 храмова освещение сеп. 6“. Изписването на църквата е завършено на 8 юни 1881 година според надписа над северния вход в църквата от вътрешната страна, в който се казва, че зографи са братята от Крушево Вангел, Никола и Коста.
Църквата е трикорабна с големи размери и притвор на западната страна. Сводовете на трите кораба са покрити с дървен таван. Входовете са два – от север и от запад. Интериорът е освете с по три прозореца на южната и северната страна. Цялата вътрешност е изписана с фрески. На северната стена в първата зона са изписани прави фигури в цял ръст. Във втората зона са композициите Убийство с камъни на Свети Стефан, Изцеление на слепия, Преображение Христово и други. На южната стена няма фрески, тъй като е варосана. Във втората зона са композициите Рождество на Свети Йоан Предтеча и Пир на цар Ирод. Под надписа има допълнителен текст, който гласи: „Селото изгоре во лета 1905 месец юния во 30 ден Ило клисар“.